# Saint Géry-Vers
Saint Géry-Vers ist eine französische Gemeinde mit 912 Einwohnern (Stand: 1. Januar 2022) im Département Lot in der Region Okzitanien. Sie gehört zum Arrondissement Cahors und zum Kanton Causse et Vallées. Sie entstand als Commune nouvelle mit Wirkung vom 1. Januar 2017 durch die Zusammenlegung der bisherigen Gemeinden Vers und Saint-Géry.

## Gliederung
| Ortsteil                     | ehemaliger INSEE-Code | Fläche (km²) | Einwohnerzahl zum 1. Januar 2022 |
| ---------------------------- | --------------------- | ------------ | -------------------------------- |
| Saint-Géry (Verwaltungssitz) | 46268                 | 13,58        | 447                              |
| Vers                         | 46331                 | 17,94        | 465                              |

## Lage
Die Gemeinde liegt etwa 12 Kilometer östlich von Cahors im Regionalen Naturpark Causses du Quercy. Das Gemeindegebiet wird vom Fluss Lot durchquert, in den – von Norden kommend – der Fluss Vers in der gleichnamigen Ortschaft Vers einmündet.
Nachbargemeinden sind Bellefont-La Rauze im Nordwesten, Cabrerets im Norden, Bouziès im Osten, Saint-Cirq-Lapopie und Esclauzels im Südosten, Arcambal im Süden und Lamagdelaine im Westen.

## Sehenswürdigkeiten
- In den steilen Felsabbrüchen des Lot-Tales befinden sich Höhlen und Grotten, die in prähistorischer Zeit bewohnt waren. Sie sind als Monument historique registriert.[2]
- Kirche Notre-Dame-de-Vêles aus dem 13. Jahrhundert, Monument historique[3]
- Wassermühle am Fluss Vers

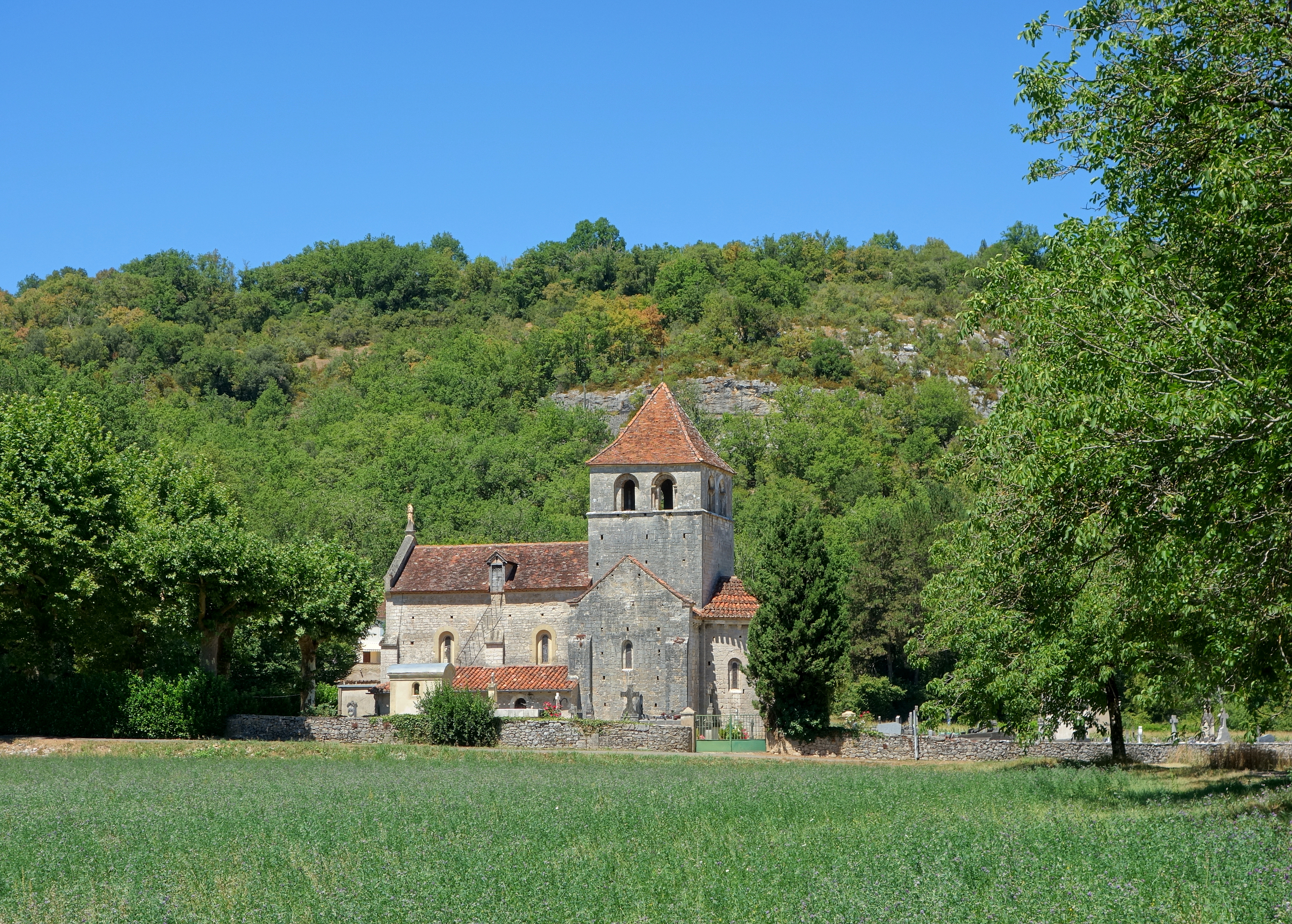
Kirche Notre-Dame-de-Vêles
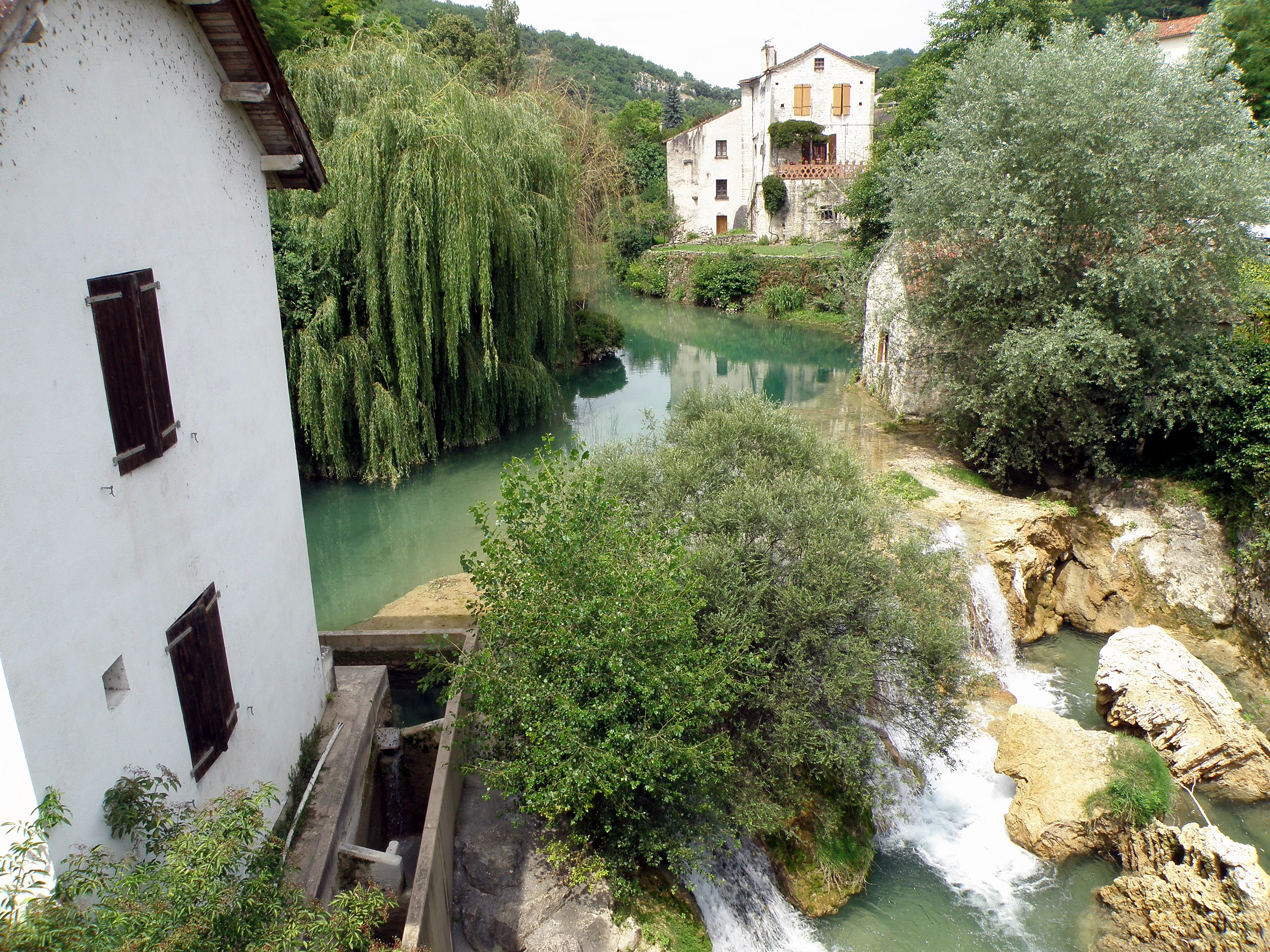
Wassermühle am Vers
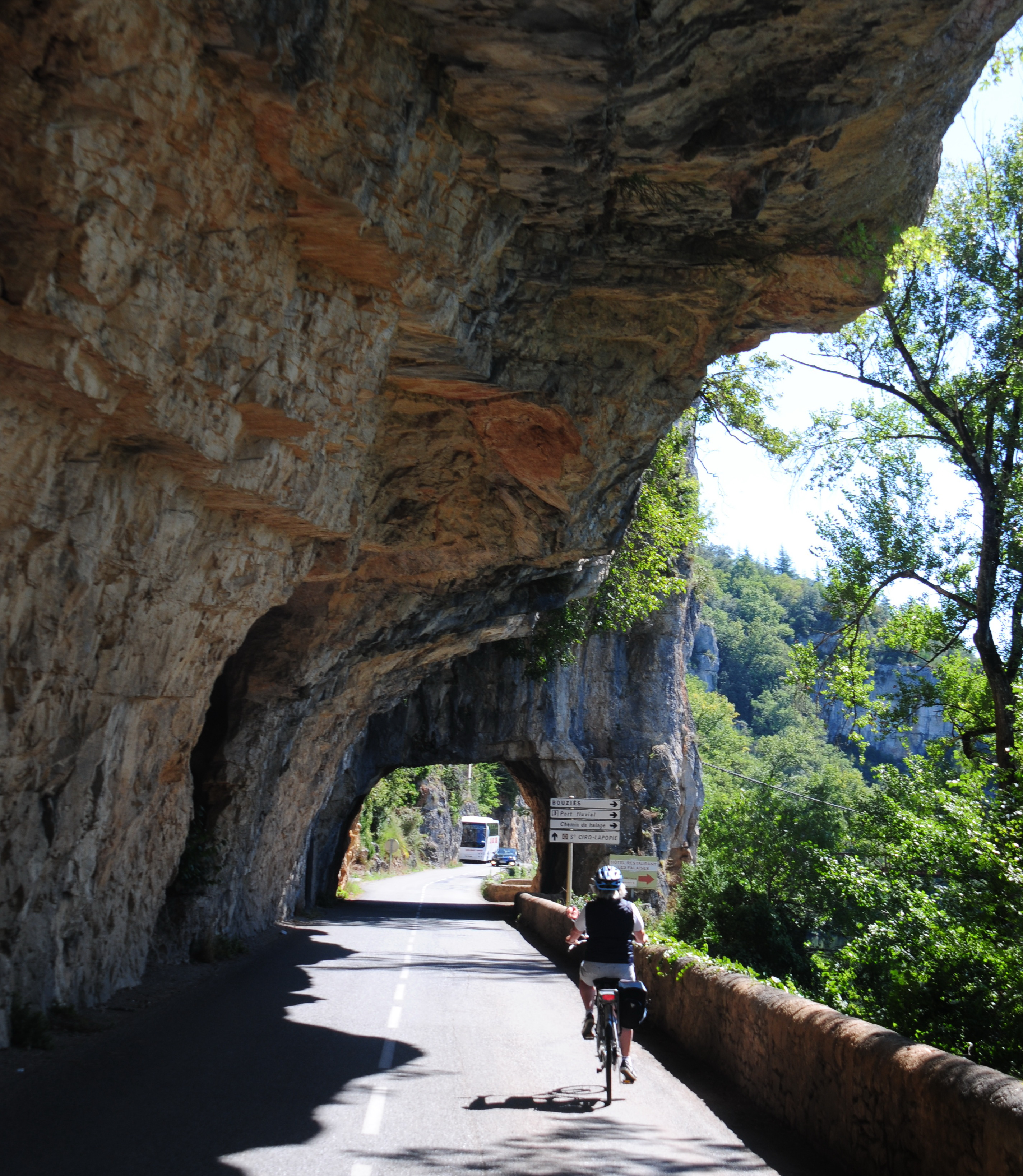
Départementstraße D662 im Lot-Tal